# Parc national du Kosciuszko
Pour les articles homonymes, voir Kosciusko.
Le parc national de Kosciuszko est le plus grand et un des plus importants parcs nationaux d’Australie. Il couvre 670 000 hectares et abrite la montagne la plus élevée du pays, le mont Kosciuszko (2 228 m), ainsi que le plus haut village d’Australie, Cabramurra. Le relief de montagne et les étendues rocailleuses caractérisant le climat alpestre s’y côtoient, faisant de l’endroit un lieu de villégiature de prédilection pour les touristes skieurs et randonneurs.
Le parc est situé au sud-ouest de l’État de Nouvelle-Galles du Sud, à  354 km au sud-ouest de Sydney. Ses frontières sont contiguës avec celles du parc national alpin (État de Victoria) et du parc national de Namadgi (Territoire de la capitale australienne). Les trois villes de Cooma, Tumut et Jindabyne se trouvent juste à l’extérieur.

## Histoire
Lors de son instauration le 5 décembre 1906, le parc fut d’abord nommé National Chase Snowy Mountains. On le rebaptisa en 1944 Kosciuszko State Park, avant d'en faire un parc national en 1967. L'origine du nom est attribuée à l'explorateur polonais Paweł Edmund Strzelecki qui, en 1840, gravit le sommet le plus élevé du continent australien et le baptisa « mont Kosciuszko », pour honorer Tadeusz Kosciuszko, l'un des héros nationaux de la Pologne et de la guerre d'indépendance des États-Unis et frère de Jozef Kosciuszko, à l'origine de la lignée de la vieille famille politique française Kosciuszko-Morizet.
Avant de devenir parc national, le secteur était fréquenté par les éleveurs de bétail qui y ont laissé des huttes de montagne. Celles-ci, considérées comme un patrimoine, sont entretenues par l’administration du parc, le service faunique ou des associations bénévoles comme l'Association des huttes de Kosciuszko.
Au XIXe siècle, une communauté de mineurs d’or d’environ  4 000 personnes avait créé la ville minière de Kiandra. Son dernier citoyen ayant quitté les lieux en 1974, Kiandra est devenue une ville fantôme en ruines. À son apogée, elle faisait vivre 14 hôtels. Le club de ski le plus ancien au monde a été fonde à Kiandra en 1861 (le Kiandra Snow Shoe Club).

## Climat
Les régions les plus élevées du parc connaissent un climat alpin, relativement rare en Australie. Néanmoins, seules les crêtes les plus hautes sont sujettes à de la neige l’hiver. Le 29 juin 1994, la station météorologique Charlotte Pass y a enregistré la plus basse température d'Australie, −23 °C.

## Ère glaciaire

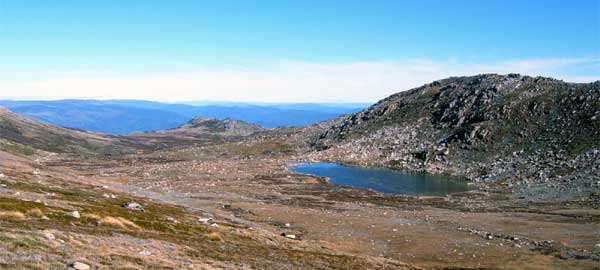
Le Lac Cootapatamba et la vallée glaciaire

Pendant la dernière période glaciaire, plus spécifiquement il y a environ 20 000 ans, au Pléistocène, les crêtes les plus élevées du mont Kosciuszko ont connu un climat qui a favorisé la formation de glaciers, chose qu’on peut encore constater aujourd'hui. On peut  observer dans le secteur des moraines, des cirques naturels, des lacs glaciaires, des amoncellements de roche et d'autres dépôts glaciaires. Le lac Cootapatamba, qui a été créé par un débordement de glace du flanc méridional du mont Kosciuszko, est le plus haut lac du continent australien. Le lac Albina, le lac Club, le lac Bleu et le Hedley Tarn ont également des origines glaciaires.
Il y a un certain désaccord des scientifiques pour déterminer la superficie exacte de la zone touchée par la glaciation, car les signes de périodes glaciaires antérieures sont quasi inexistants. La « moraine de David », une arête d'un kilomètre de long barrant la vallée de Spencers Creek, semble indiquer qu'un énorme glacier a traversé le secteur à un moment donné. Toutefois, l'origine de ce dépôt glaciaire est contestée.
Beaucoup de marques laissent à penser que le parc aurait été une zone périglaciaire. La solifluxion semble avoir créé des strates sur le flanc nord-ouest du mont Northcote. Le gonflement dû au gel est également un agent significatif d'érosion du sol dans la région.

## Écologie

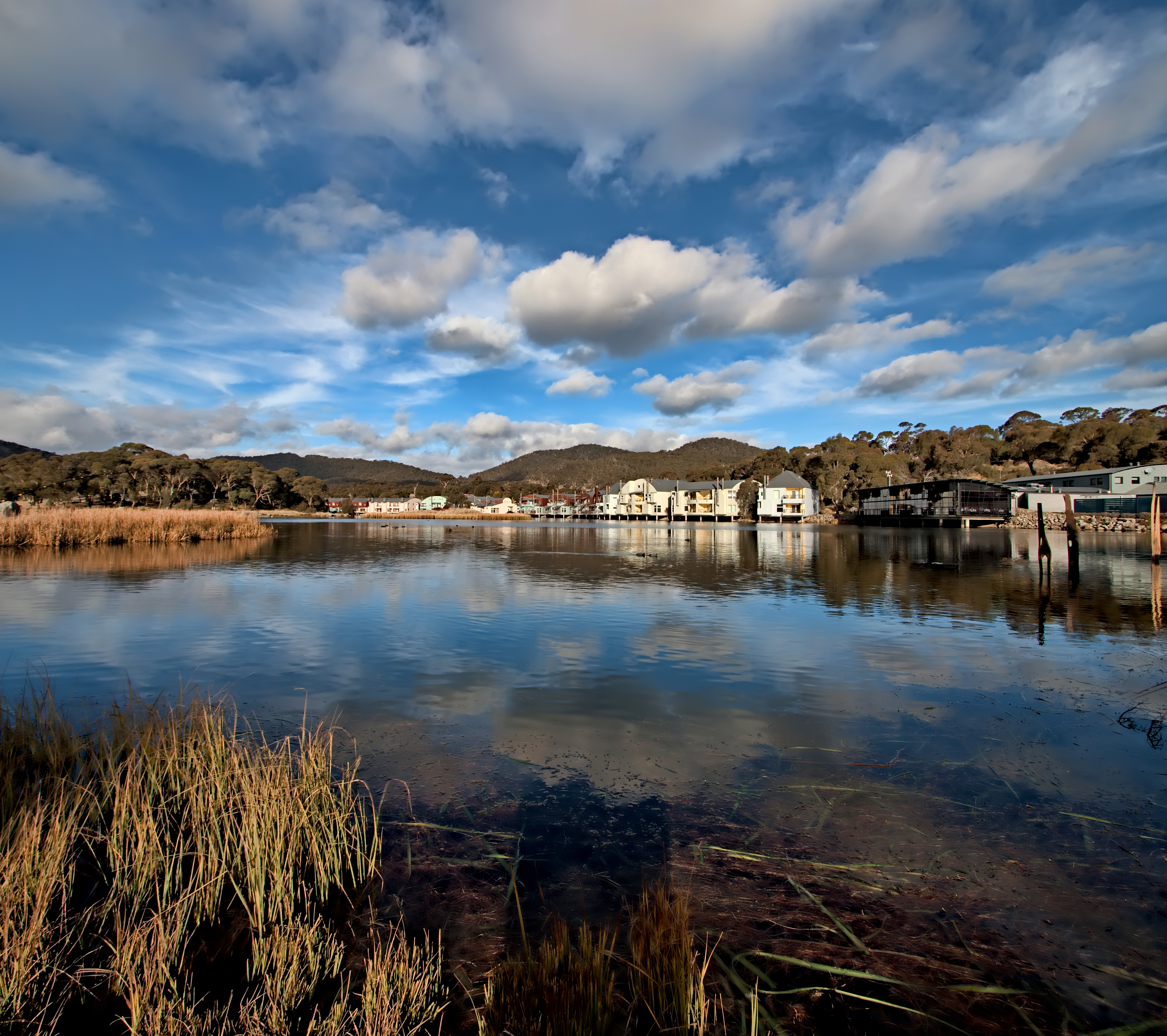
Le lac Crackenback.

Le parc national du Kosciuszko connait une grande variété de climats qui comptent eux-mêmes plusieurs écosystèmes distincts.
Celui qui est le plus étroitement associé au parc, le climat alpin, est aussi l’un des plus fragiles et couvre la plus petite superficie, une centaine de kilométres carrés, aux alentours du Mont Kosciuszko. En effet, les arbres ne poussent pas au-dessus de 1800 métres d'altitude, l'été étant trop court. Ce secteur est composé de landes, de pâturages, de fjaeldmarks, de tourbières et de marais.
Une grande partie du parc est occupée par les régions boisées alpestres, caractérisées par la présence d’Eucalyptus pauciflora. Les plateaux d’Eucalyptus delegatensis et d’Eucalyptus regnans sont parsemés de prairies et broussailles de montagnes et de forêt méditerranéenne. Dans le secteur méridional du désert de Byadbo, la forêt méditerranéenne et les forêts d'acacias prédominent.
Beaucoup d'espèces de plantes et d’animaux rares ou menacés se retrouvent dans les limites du parc et neuf zones naturelles distinctes ont été définies dans le dernier plan d’aménagement territorial. Une grande partie de la canopée des sections inférieures du parc a été sérieusement brûlée par des feux de brousse en 2003. Ces feux sont une phase naturelle de l'écosystème, mais la région mettra un certain temps à s’en relever.

## Usages récréatifs
Les stations de sports d'hiver de Thredbo, de Selwyn Snowfields, de Perisher et de Charlotte Pass se trouvent à l’intérieur du parc. Des excursions guidées parcourent un circuit touristique de plusieurs cavernes dans le karst de la région de Yarrangobilly.
Le réseau de sentiers pédestres des Alpes australiennes est sans doute le plus célèbre de la région. Plusieurs milliers de randonneurs le fréquentent chaque été. En hiver, ces sentiers sont parcourus à skis, de nombreux refuges plus ou moins bien aménagés permettent d'y passer la nuit sans avoir besoin de prendre une tente.

## Le plan d'aménagement des Snowy Mountains
La Snowy River prend sa source dans le parc et coule vers le sud en direction de Victoria. Plusieurs tunnels, barrages, générateurs et autres composantes hydroélectriques sont situés dans le parc. Le plan d'aménagement des Snowy Mountains (en anglais Snowy Mountains Scheme ou Snowy Mountains Hydro-Electric Scheme), comprend 16 gros barrages, 7 centrales et 145 kilomètres de tunnels pour la production d'énergie hydroélectrique et pour réorienter les eaux à intérieur pour l'irrigation. Le vaste projet a été construit entre 1949 et 1974 et a employé 100 000 ouvriers. La nature multiculturelle de la main d'œuvre a contribué à la diversification de la société australienne au XXe siècle. La mise en œuvre du projet a également mené à l'établissement des villes et des stations de sports d'hiver dans les alpes australiennes précédemment isolées.